# Giờ đen tối (phim 2011)
Giờ đen tối (tên gốc tiếng Anh: The Darkest Hour) là một phim điện ảnh hồi hộp khoa học viễn tưởng do Chris Gorak đạo diễn và Timur Bekmambetov sản xuất, với nội dung kể về một cuộc xâm lăng của người ngoài hành tinh. Phim có sự tham gia diễn xuất của Emile Hirsch, Max Minghella, Olivia Thirlby, Joel Kinnaman và Rachael Taylor, vào vai nhóm người bị bắt trong cuộc xâm lăng này. Phim được công chiếu vào ngày 25 tháng 12 năm 2011 tại Mỹ vào ngày 30 tháng 12 năm 2011 tại Việt Nam.

## Nội dung
Lấy bối cảnh thủ đô Moskva của nước Nga, truyện phim kể về cuộc xâm lăng Trái đất của những quái vật ngoài hành tinh. Chúng tấn công thành phố, vô hiệu hóa toàn bộ hệ thống năng lượng - đặc biệt là điện năng - và hủy diệt tất cả mọi sinh vật chỉ trong vòng vài giây.
Trong khi quân đội, cảnh sát đều bất lực thì một nhóm năm du khách trẻ người Mỹ (Sean, Natalie, Anne, Skyler và Ben) bị mắc kẹt trong thành phố đã tìm cách chống lại những kẻ độc ác đến từ hành tinh khác. Tuy nhiên, họ vấp rất nhiều khó khăn vì những con quái vật này lại có khả năng tàng hình. "Bọn chúng thấy chúng ta, nhưng chúng ta không thể nhìn thấy chúng !" - nhân vật chính Lukie (Emile Hirsch) thốt lên trong sợ hãi.

## Diễn viên
- Emile Hirsch vai Sean
- Olivia Thirlby vai Natalie
- Max Minghella vai Ben
- Rachael Taylor vai Anne
- Joel Kinnaman vai Skyler
- Gosha Kutsenko vai Matvei
- Veronika Vernadskaya vai Vika
- Dato Bakhtadze as Sergei
- Nikolay Efremov as Sasha
- Pyotr Fyodorov vai Anton Batkin
- Georgiy Gromov as Boris
- Artur Smolyaninov vai Yuri
- Anna Rudakova vai Tess

## Sản xuất
Với kinh phí sản xuất vỏn vẹn 40 triệu USD, bộ phim được quay với các camera 3D từ mùa hè năm 2010 tại Nga. Nhà sản xuất nổi tiếng Timur Bekmambetov tin rằng sự mới mẻ trong kịch bản, cộng với những hiệu ứng hình ảnh đánh vào thị giác, Thời khắc tăm tối chắc chắn đem lại bộ mặt mới cho dòng phim thảm họa.
Bộ phim lẽ ra đã được phát hành sớm hơn, nhưng mùa hè 2010 đã xảy ra những vụ cháy rừng liên tiếp khiến thành phố Moskva bị khói đen che phủ gây ảnh hưởng tới tiến độ làm phim.

## Phát hành
Giờ đen tối được công chiếu vào ngày 25 tháng 12 năm 2011 tại Mỹ vào ngày 30 tháng 12 năm 2011 tại Việt Nam dưới định dạng 2D và 3D. Phiên bản DVD được phát hành vào ngày 10 tháng 4 năm 2012 bởi Summit Entertainment. Tại Vương quốc Anh, phim được khởi chiếu từ ngày 13 tháng 1 năm 2012 và phát hành dưới định dạng DVD vào ngày 21 tháng 5 năm 2012.